# 心的外傷
心的外傷（しんてきがいしょう、英語: Psychological Trauma、トラウマ）とは、外的内的要因による肉体的及び精神的な衝撃（外傷的出来事）を受けた事で、長い間それにとらわれてしまう状態で、また否定的な影響を持っていることを指す。対処法については、「心的外傷#治療」を参照。
心的外傷が突如として記憶によみがえり、フラッシュバックするなど特定の症状を呈し、持続的に著しい苦痛を伴えば、急性ストレス障害であり、一部は1か月以上の持続によって、心的外傷後ストレス障害（英語: Post Traumatic Stress Disorder、略称:PTSD）ともなりえる。心的外傷後ストレス障害の治療法については、「PTSD#治療」を参照。
心的外傷となるような体験を、外傷体験（英:Traumatic Experience）という。

## 用語
Traumaは、古代ギリシア語で傷を意味する。Traumaの語を比喩的に精神的な事象を指したのは、1887年にピエール・ジャネによる。
日本では、ジークムント・フロイトの著作『精神分析入門』などの強い影響からトラウマとも呼ばれる。身体的外傷との混同のおそれがない場合には、単に外傷と呼ぶことがある。

## 説明
典型的な心的外傷の原因は、身に危険を感じるような出来事である。例えば、児童虐待（幼児虐待）や性虐待を含む虐待、強姦、戦争、犯罪や事故、いじめ、暴力、アカハラ、パワハラ、セクハラ、モラハラを含む出来事、実の親によるDV、大規模な自然災害などである。
心的外傷が突如として記憶によみがえりフラッシュバックするなど、特定の症状を呈して持続的に著しい苦痛を伴えば急性ストレス障害であり、一部は1か月以上の持続によって心的外傷後ストレス障害 (PTSD) ともなりえる。
症例の目安としては、成人であっても幼児返り現象が見られることがある。これは精神の仕組みとして想定されている防衛機制における退行であり、耐え難い困難に直面していると解釈される。時に夜驚症の反応を交えるため、対応には慎重さが要求される。軽度の場合は、ヒステリー状態が短発的に継続して（間を置いて寄せ返す波のように）発生するのが平均の状態ではあるが、社会生活を営むうえで若干の弊害となるため、専門的治療が必要な場合もありうる。

## 生物学的原因
極度のストレスを伴う経験は、ストレスホルモンのアドレナリンの過剰な分泌につながり、このことが脳の扁桃体において記憶を強く行うことにつながる。
疲労と睡眠不足のために兵士に出される覚醒剤のやデキストロアンフェタミンが、アドレナリンの放出を高めることによって、戦闘時の外傷体験の記憶形成が強化され、兵士の心的外傷後ストレス障害の発生率が高まっているのではないかとも推測されている。

## 治療
急性ストレス障害であれば、1か月以内に自然治癒する場合がある。1か月以上持続していることは、心的外傷後ストレス障害 (PTSD) の診断基準のひとつである。
認知行動療法も有効であり、持続エクスポージャー療法 (PE)、認知処理療法 (CPT)、トラウマ・フォーカスト認知行動療法 (TF-CBT)、EMDRといった技法がある（「心的外傷後ストレス障害#心理療法」を参照）。

### 支援の方針
本人のあらゆる過去や側面を受け止めて、承認・価値を与えることが重要とされる。また、トラウマに付与された否定的な意味づけ（罪悪感など）を和らげて、別の肯定的な意味づけ（当時の状況を考慮すれば無理もないことであった、など）を共有していく。さらに、トラウマ以前の記憶にアクセスし当時の趣味・日課などを取り戻したり、本人のペースを尊重しながら過去と切り離された新しい人生を再建したりできるようサポートする。
フラッシュバックが起きている場合、トラウマ記憶が容易に言語化できない鮮烈なイメージとして頭に残っており、言語化できる通常の記憶として処理されていないことがある。そのような際には、本人の語りを治療者が丁寧に受け止め、トラウマ記憶の中の体験や感情に肯定的な意味づけ（自分のせいではなく無理もないことであった、など）をしていくことを通じて、トラウマ記憶を言葉で表現できる通常の記憶として処理することをサポートする。このようにしてトラウマを和らげていく過程を、治療者が支援することも大切である。
同時に、トラウマ体験とそれに伴う感情を話したり書いたりすることをサポートするなかで、本人が記憶の中にある様々な感情を処理し辛い気持ちを和らげることができたり、現在の状況は過去とは異なる安全な状況であることを再認識できたりするよう、支援することも重要である。これらの際にも、本人のどのようなトラウマ体験やそれに伴う感情も、温かく受け止めていく。

### 心的外傷による障害
- 心的外傷後ストレス障害
- 急性ストレス障害
- 複雑性PTSD
- 戦争神経症
- 被虐待児症候群
- 失敗恐怖症
- レイプトラウマ症候群（英語版）
- 宗教的トラウマ症候群

### 治療
- トラウマインフォームドケア（英語版）
- PTSDの治療

### 著名な反論
- アドラー心理学 - アドラー心理学ではトラウマという考えを否定している。